# Urso-das-cavernas
O urso-das-cavernas  (em Latim: Ursus spelaeus) é uma espécie extinta de urso, e possivelmente uma subespécie de urso pardo que viveu na Europa durante o Plistocénico e que desapareceu há cerca de 10.000 anos, no fim da última Idade do Gelo. O nome deriva do fato de muitos dos fósseis deste carnívoro terem sido encontrados em cavernas.
O urso-das-cavernas era bastante semelhante em forma ao urso-pardo moderno, eram quase do tamanho dos maiores ursos modernos. Grandes machos pesavam entre 400kg a 500kg, enquanto as fêmeas pesavam 225 a 250 kg. Sugestões de machos de até 1000kg, não são suportadas.   A morfologia do crânio é também ligeiramente diferente, tendo o urso-das-cavernas uma testa mais inclinada. Este animal era omnívoro e alimentava-se de pequenos mamíferos, ervas e frutos.
Visto o clima bastante mais frio do Plistocénico, supõe-se que este animal hibernasse muito mais tempo do que os ursos modernos. Esta hipótese justifica a presença frequente do animal em cavernas.
As causas para a extinção do urso-das-cavernas não são conhecidas com exactidão; apenas supõe-se que tenha desaparecido devido a uma redução do seu habitat natural no fim da Idade do Gelo e/ou a mudanças contemporâneas da flora europeia. Não é de se excluir a interferência do Homem, uma vez que as comunidades primitivas partilhavam o mesmo espaço que este urso. Há evidências que algumas tribos idolatravam o urso-das-cavernas por meio de pinturas e esculturas.

## Taxonomia
O urso-das-cavernas foi descrito pela primeira vez em 1774 por Johann Friederich Esper no livro Newly Discovered Zoolites of Unknown Four Footed Animals. Enquanto os cientistas da época consideravam aqueles esqueletos pertencentes a hominóideos, canídeos, felinos, Esper postulou que pertenciam a ursos polares. Vinte anos depois, Johann Christian Rosenmüller, anatomista da Universidade de Leipzig, deu o nome binominal da espécie.
Muitas cavernas na Europa Central tem esqueletos de urso-das-cavernas dentro, por exemplo a Heinrichshöhle em Hemer.

## Imagens
|  |  |  |